# Liste der Baudenkmäler in Bedburg-Hau
Die Liste der Baudenkmäler in Bedburg-Hau enthält die denkmalgeschützten Bauwerke auf dem Gebiet der Gemeinde Bedburg-Hau im Kreis Kleve in Nordrhein-Westfalen (Stand: Februar 2021). Diese Baudenkmäler sind in der Denkmalliste der Gemeinde Bedburg-Hau eingetragen; Grundlage für die Aufnahme ist das Denkmalschutzgesetz Nordrhein-Westfalen (DSchG NRW).

## Baudenkmäler
| Bild                                                      | Bezeichnung                                               | Lage                                    | Beschreibung                                    | Bauzeit | Eingetragen seit | Denkmal- nummer |
| --------------------------------------------------------- | --------------------------------------------------------- | --------------------------------------- | ----------------------------------------------- | ------- | ---------------- | --------------- |
| Hofanlage                                                 | Hofanlage                                                 | Schneppenbaum Uedemer Straße 204 Karte  |                                                 |         |                  | 1               |
| weitere Bilder                                            | Windmühle Huisberden                                      | Huisberden Zur Mühle 1 Karte            |                                                 |         |                  | 2               |
| Herrensitz Haus Eyl                                       | Herrensitz Haus Eyl                                       | Huisberden Schlenk 14 Karte             | ehem. Wasserburg, nur als Bodendenkmal erhalten |         |                  | 3               |
| weitere Bilder                                            | Grabanlage des Prinzen Moritz von Nassau-Siegen           | Hau Uedemer Straße Karte                |                                                 |         |                  | 4               |
| Niederrheinisches Hallenhaus                              | Niederrheinisches Hallenhaus                              | Hau Hauer Grenzweg 15b Karte            |                                                 |         |                  | 6               |
| T-Haus                                                    | T-Haus                                                    | Huisberden Fährstraße 35 Karte          |                                                 |         |                  | 7               |
| T-Haus                                                    | T-Haus                                                    | Schneppenbaum Uedemer Straße 201 Karte  |                                                 |         |                  | 8               |
| Katstelle                                                 | Katstelle                                                 | Schneppenbaum Alter Schulweg 10 Karte   |                                                 |         |                  | 9               |
| Haus Klosterplatz                                         | Haus Klosterplatz                                         | Schneppenbaum Norbertstraße 28–30 Karte |                                                 |         |                  | 10              |
| Ehem. Kath. Kapelle St. Stephanus                         | Ehem. Kath. Kapelle St. Stephanus                         | Hasselt Kirchweg 2 Karte                |                                                 |         |                  | 11              |
| weitere Bilder                                            | Haus Rosendal                                             | Hasselt Johann-van-Aken-Ring 3 Karte    |                                                 |         |                  | 12              |
| Evgl. Kirche Moyland                                      | Evgl. Kirche Moyland                                      | Till-Moyland Moyländer Allee 8 Karte    |                                                 |         |                  | 13              |
| weitere Bilder                                            | Alte Kath. Kirche St. Antonius Abbas                      | Hau An der Kirche 3 Karte               |                                                 |         |                  | 14              |
| weitere Bilder                                            | Kath. Pfarrkirche St. Peter                               | Huisberden Friedenstraße 18 Karte       |                                                 |         |                  | 15              |
| T-Haus                                                    | T-Haus                                                    | Huisberden Friedenstraße 22 Karte       |                                                 |         |                  | 16              |
| weitere Bilder                                            | Kath. Pfarrkirche St. Markus                              | Schneppenbaum Klosterplatz 26 Karte     | ehemalige Stiftskirche Marienstift Bedburg      |         |                  | 17              |
| Pastorat                                                  | Pastorat                                                  | Schneppenbaum Klosterplatz 28 Karte     | Pfarrbüro St. Johannesfarrei                    |         |                  | 18              |
| weitere Bilder                                            | Katholische Kirche St. Martinus                           | Qualburg Koppelstr. 41 Karte            |                                                 |         |                  | 19              |
| Kath. Pfarrkirche St. Vincentius Till                     | Kath. Pfarrkirche St. Vincentius Till                     | Till-Moyland Sommerlandstraße 16 Karte  |                                                 |         |                  | 20              |
| Pastorat Till                                             | Pastorat Till                                             | Till-Moyland Dr. Verweyen-Str. 8 Karte  |                                                 |         |                  | 21              |
| Ehem. Pensionat (Kloster) Till                            | Ehem. Pensionat (Kloster) Till                            | Till-Moyland Kloster 1 Karte            |                                                 |         |                  | 22              |
| weitere Bilder                                            | Schloss Moyland                                           | Till-Moyland Am Schloß 4 Karte          |                                                 |         |                  | 24              |
| Kath. Pfarrkirche St. Stephanus                           | Kath. Pfarrkirche St. Stephanus                           | Hasselt Schulstraße 27 Karte            |                                                 |         |                  | 25              |
| Außenfassade u. Walmdach der Moyländischen Gutsverwaltung | Außenfassade u. Walmdach der Moyländischen Gutsverwaltung | Till-Moyland Moyländer Allee 46 Karte   |                                                 |         |                  | 26              |
| Pastorat                                                  | Pastorat                                                  | Qualburg Koppelstraße 40 Karte          |                                                 |         |                  | 27              |
| Haus                                                      | Haus                                                      | Schneppenbaum Lerchenweg 10 Karte       |                                                 |         |                  | 28              |
| weitere Bilder                                            | Rheinische Landesklinik Bedburg-Hau                       | Schneppenbaum/Hau                       |                                                 |         |                  | 29              |
| weitere Bilder                                            | Evgl. Elisabeth-Kirche                                    | Louisendorf Louisenplatz Karte          |                                                 |         |                  | 30              |
| Bahnhof Bedburg-Hau                                       | Bahnhof Bedburg-Hau                                       | Hau Saalstraße 2 Karte                  |                                                 |         |                  | 31              |
| Wohnhaus und Schmiede                                     | Wohnhaus und Schmiede                                     | Hau Saalstraße 54 Karte                 |                                                 |         |                  | 32              |
| Haus                                                      | Haus                                                      | Louisendorf Hauptstraße 34 Karte        | Katstelle mit Naturdenkmal (Linde)              |         |                  | 33              |
| Haus                                                      | Haus                                                      | Louisendorf Hauptstraße 62 Karte        |                                                 |         |                  | 34              |
| Haupthaus und Wirtschaftsgebäude                          | Haupthaus und Wirtschaftsgebäude                          | Louisendorf Moyländer Straße 20 Karte   |                                                 |         |                  | 35              |
| Haus                                                      | Haus                                                      | Louisendorf Lerchenweg 18 Karte         |                                                 |         |                  | 36              |
| Louisenplatz in Louisendorf                               | Louisenplatz in Louisendorf                               | Louisendorf                             |                                                 |         |                  | 37              |
| Erster Grabstein des Friedhofes                           | Erster Grabstein des Friedhofes                           | Louisendorf Hauptstraße Karte           |                                                 |         |                  | 38              |
| Haus                                                      | Haus                                                      | Louisendorf Doktorstraße 9 Karte        |                                                 |         |                  | 39              |
| Haus                                                      | Haus                                                      | Louisendorf Doktorstraße 10 Karte       |                                                 |         |                  | 40              |
| Haus                                                      | Haus                                                      | Louisendorf Doktorstraße 16 Karte       |                                                 |         |                  | 41              |
| Nebengebäude (Werkstattgebäude)                           | Nebengebäude (Werkstattgebäude)                           | Louisendorf Hauptstraße 52 Karte        | Alte Schmiede                                   |         |                  | 42              |
| Haus                                                      | Haus                                                      | Louisendorf Hauptstraße 90 Karte        |                                                 |         |                  | 43              |
| Haus                                                      | Haus                                                      | Louisendorf Imigstraße 47 Karte         |                                                 |         |                  | 44              |
| Haus                                                      | Haus                                                      | Louisendorf Louisenplatz 20 Karte       |                                                 |         |                  | 45              |
| Hof                                                       | Hof                                                       | Louisendorf Louisenplatz 24 Karte       |                                                 |         |                  | 46              |
| Dreikanthof                                               | Dreikanthof                                               | Louisendorf Moyländer Straße 17 Karte   |                                                 |         |                  | 47              |
| Haus                                                      | Haus                                                      | Louisendorf Mühlenweg 9 Karte           |                                                 |         |                  | 48              |
| Straßenseitiger Wohnteil des Hauses                       | Straßenseitiger Wohnteil des Hauses                       | Louisendorf Mühlenweg 13 Karte          |                                                 |         |                  | 49              |
| Haus                                                      | Haus                                                      | Louisendorf Mühlenweg 25 Karte          |                                                 |         |                  | 50              |
| Haus                                                      | Haus                                                      | Louisendorf Mühlenweg 68 Karte          |                                                 |         |                  | 52              |
| Louisenwirtschaft und Louisen-Saal                        | Louisenwirtschaft und Louisen-Saal                        | Louisendorf Pfalzdorfer Str. 28 Karte   |                                                 |         |                  | 53              |
| Haus                                                      | Haus                                                      | Louisendorf Spehstr. 16 Karte           |                                                 |         |                  | 54              |
| Haus                                                      | Haus                                                      | Louisendorf Spehstr. 49 Karte           |                                                 |         |                  | 55              |
| Altes kath. Pfarrhaus                                     | Altes kath. Pfarrhaus                                     | Hau An der Kirche 8 Karte               |                                                 |         |                  | 56              |
| Johannesschule Hau einschl. Lehrerwohnhaus                | Johannesschule Hau einschl. Lehrerwohnhaus                | Hau Horionstr. 30/30a/38a Karte         |                                                 |         |                  | 57              |
| Haus                                                      | Haus                                                      | Till-Moyland Sommerlandstr. 56 Karte    |                                                 |         |                  | 58              |
| Haus                                                      | Haus                                                      | Till-Moyland Sommerlandstr. 20 Karte    |                                                 |         |                  | 59              |
| Niederrheinisches T-Haus                                  | Niederrheinisches T-Haus                                  | Till-Moyland Sommerlandstr. 36 Karte    |                                                 |         |                  | 60              |
| Wirtschaft (Zur alten Post)                               | Wirtschaft (Zur alten Post)                               | Till-Moyland Moyländer Allee 16 Karte   |                                                 |         |                  | 61              |
| Längstennenscheune                                        | Längstennenscheune                                        | Schneppenbaum Uedemer Str. 201 Karte    |                                                 |         |                  | 62              |
| weitere Bilder                                            | Hagelkreuz                                                | Hau Grüner Graben/Alte Landstraße Karte |                                                 |         |                  | 63              |
| Kriegergedenkstätte                                       | Kriegergedenkstätte                                       | Hau An der Kirche 3 Karte               |                                                 |         |                  | 64              |
| Kriegergedenkstätte                                       | Kriegergedenkstätte                                       | Hasselt Am Ehrenmal Karte               |                                                 |         |                  | 65              |
| BW                                                        | bewegliche Einrichtung neue Pfarrkirche                   | Hau Reindershof 18 Karte                |                                                 |         |                  | 66              |
| Friedhofskapelle/Kriegergedenkstätte                      | Friedhofskapelle/Kriegergedenkstätte                      | Hau Antoniterstraße 17 Karte            |                                                 |         |                  | 67              |
| Grabstelle Küchmeister                                    | Grabstelle Küchmeister                                    | Hau Lindenstraße Karte                  |                                                 |         |                  | 68              |
| ehem. Bahnhofsgaststätte                                  | ehem. Bahnhofsgaststätte                                  | Till-Moyland Am Bahnhof 22 Karte        |                                                 |         |                  | 69              |
| Bahnhof Till                                              | Bahnhof Till                                              | Till-Moyland Am Bahnhof 23 Karte        |                                                 |         |                  | 70              |
| weitere Bilder                                            | Backsteinhofanlage                                        | Qualburg Kalkarer Straße 5 Karte        |                                                 |         |                  | 71              |
| Viehweidscher Hof                                         | Viehweidscher Hof                                         | Sommerlandstraße 46 Karte               |                                                 |         |                  | 72              |
| Hakenhaus                                                 | Hakenhaus                                                 | Till-Moyland Berk’sche Straße 9 Karte   |                                                 |         |                  | 73              |
| weitere Bilder                                            | Ottenkat                                                  | Hasselt Bienenstraße 5 Karte            |                                                 |         |                  | 74              |
| Steincheshof                                              | Steincheshof                                              | Sommerlandstraße 64 Karte               |                                                 |         |                  | 75              |
| Till’sches Haus                                           | Till’sches Haus                                           | Sommerlandstraße 42 Karte               |                                                 |         |                  | 76              |
| weitere Bilder                                            | Schwanen ehem. Rentei Moyland – v. Amt Till               | Till-Moyland Moyländer Allee 6 Karte    |                                                 |         |                  | 77              |
| Evangelisches Pfarrhaus                                   | Evangelisches Pfarrhaus                                   | Till-Moyland Moyländer Allee 8 Karte    |                                                 |         |                  | 78              |
| weitere Bilder                                            | Haus Gensward                                             | Huisberden Schlenk 24 Karte             |                                                 |         |                  | 79              |
| ehem. Bahnhof Hasselt                                     | ehem. Bahnhof Hasselt                                     | Hasselt Grüne Straße 10 Karte           |                                                 |         |                  | 80              |

## Ehemalige Baudenkmäler
| Bild                        | Bezeichnung                 | Lage                              | Beschreibung | Bauzeit | Eingetragen seit    | Denkmal- nummer |
| --------------------------- | --------------------------- | --------------------------------- | ------------ | ------- | ------------------- | --------------- |
| BW                          | T-Haus                      | Hau Alte Landstr. 45 Karte        |              |         | Gelöscht 25.04.1996 | 5               |
| Wohnhaus östlich der Kirche | Wohnhaus östlich der Kirche | Huisberden Friedenstraße 16 Karte |              |         | Gelöscht 22.09.1994 | 23              |
| BW                          |                             | Louisendorf Mühlenweg 65 Karte    |              |         | Gelöscht 08.10.2009 | 51              |